# Дель Бока, Андреа
Андре́а дель Бо́ка (исп. Andrea Del Boca; род. 18 октября 1965) — аргентинская актриса и певица. В России широко была известна в конце 1990-х годов своими главными ролями в теленовеллах «Чёрная жемчужина» и «Антонелла».

## Биография
Андреа дель Бока родилась 18 октября 1965 года в клинике «Сан-Камило» в столице Аргентины Буэнос-Айресе в семье телевизионного режиссёра Николаса дель Бока и его жены Аны Марии Кастро. Андреа самая младшая из их трёх детей — у неё старший брат Адриан и старшая сестра Анабелла.
Её дебют на телеэкранах состоялся уже в 8 месяцев, когда она сыграла новорождённого мальчика в теленовелле с актрисой Милагрес де ла Вега. Затем в 4 года она получила первую полноценную роль в теленовелле «Наша испаночка», где сыграла роль глухонемой девочки. Режиссёром и сценаристом был Алехандро Дориа, который был крёстным отцом Андреа и написал эту роль специально для неё. Отец Андреа Николас был изначально против участия в съёмках его дочери, но его жена уговорила его согласиться. Окончательную любовь зрителей Андреа принесла роль Пинины в сериале «Папино сердце» (1973).
Всё же наибольшей популярности она добилась в начале 1990-х годов с выходом на экраны таких телесериалов как «Антонелла», «Селеста», «Селеста, всегда Селеста», «Чёрная жемчужина» и «Цыганка», после чего закрепила за собой статус «Королевы теленовелл». Тем не менее, ближе к концу 90-х популярность в карьере Андреа начала спадать и после работы в сериале «Моя, только моя» в 1998 году актриса временно покинула телеэкран и отправилась в Америку, где поступила в Университет Нью-Йорка, чтобы учиться режиссуре фильмов и телепрограмм. По слухам, она сделала это из-за болезни — во время съёмок «Чёрной жемчужины» её мучили приступы липотимии, — но сама актриса опровергла это.

### Личная жизнь
Мать Андреа Ана Мария Кастро является её личным ассистентом, исполняет обязанности менеджера и личного секретаря. Её старший брат Адриан стал врачом и живёт в США в Майами. Её старшая сестра Анабелла является её костюмером, а её муж, зять Андреа, — сценарист Энрике Торес, — специально для Андреа написал «Антонелла» и «Чёрная жемчужина».
Снимаясь в «Сто дней Анны» 17-летняя Андреа влюбилась в своего партнёра по площадке известного певца и актёра 29-летнего Хосе Луиса Родригеса (он был известен публике под псевдонимом «Сильвестре» (Silvestre, Дикий)), который в тот период переживал бурный развод с его законной супругой — 41-летней моделью Марией Антониа Диас, которая, к тому же, была тогда беременна его третьим сыном. Четыре года спустя, в 1987 году, Андреа и Хосе разошлись. В период этого романа у актрисы сложился новый имидж: она стала завивать волосы и носить экстравагантную одежду.
Следующий длительный роман случился у Андреа с режиссёром Раулем де ла Торре, который был старше её на 28 лет. Несмотря на то, что он спродюсировал «Фьюнес — великая любовь» (за который получил несколько международных премий) с Андреа в главной роли, через шесть лет этот роман тоже развалился.
После этого Андреа познакомилась с 47-летним американским финансистом Джеффри Саксом, который прибыл в Аргентину для правительственных консультаций. Даже после того, как он уехал в США, им удавалось три года поддерживать отношения на расстоянии, которые в итоге оказались обречены — они, по необъяснимым причинам, расстались, хотя, по мнению прессы, всё дело было в их сильной занятости и в том, что они жили в разных странах.
В 1999 году она встречалась с 40-летним бизнесменом Рикардо Биасотти, но они довольно быстро разошлись, даже несмотря на беременность Андреа, которая решила воспитывать ребёнка в одиночку. 15 ноября 2000 года она родила в Буэнос-Айресе дочь Анну Кьяру, которую назвала в честь своей бабушки.
В 2010 году несколько аргентинских журналов выдвинули версию о предполагаемом романе Андреа с премьер-министром Аргентины Анибалем Фернандесом.

## Фильмография
- 1969 — Наша испаночка (исп. Nuestra galleguita) — глухонемая девочка
- 1972 — Однажды в цирке (исп. Había una vez un circo) — Андреа
- 1972 — Волк (исп. El lobo) — Аурора
- 1973 — Андреа (исп. Andrea) — Андреа
- 1973 — Папино сердце (исп. Papá corazón) — Анхелика
- 1974 — Папино сердце хочет жениться (исп. Papá Corazón se quiere casar) — Анхелика
- 1975 — Мир любви (исп. Un mundo de amor)
- 1979 — Дева из Византии (исп. El virgo de Visanteta)
- 1979 — Андреа Селеста (исп. Andrea Celeste) — Андреа Селеста
- 1980 — Дни иллюзий (исп. Días de ilusión) — Химена
- 1980 — Сеньорита Андреа (исп. Señorita Andrea) — Андреа
- 1981 — Ромео и Джульетта (исп. Romeo y Julieta) — Джульетта
- 1987 — Звездочка моя (исп. Estrellita mía) — Эстреллита
- 1990 — Сто раз нет (исп. Cien veces no debo ) — Лидия
- 1990 — Хочу кричать, что люблю тебя (исп. Quiero Gritar que Te amo  ) — Чаро
- 1991 — Голубое дерево (исп. El árbol azul ) — Селеста
- 1991 — Селеста (исп. «Celeste») — Селеста
- 1992 — Антонелла (исп. «Antonella») — Антонелла
- 1993 — Селеста, всегда Селеста (исп. «Celeste Siempre Celeste») — Селеста, Клара
- 1993 — Фунес, большая любовь (исп. Funes, un gran amor) — Беатрис
- 1994 — Чёрная жемчужина (исп. «Perla negra») — Перла Маркес де Альварес
- 1995 — Детвора (исп. «  Chiquititas ») — Паула
- 1995 — Пеперина (исп. «  Peperina ») — Патрисия
- 1995 — Цыганка (исп. «  Zíngara») — Палома
- 1997 — Моя, только моя (исп. «Mía sólo mía») — Миа
- 2000 — Видимость (исп. «Apariencias») — Вероника
- 2001 — Искрящаяся любовь (исп. «El sodero de mi vida») — София
- 2005 — Спаси меня Мария (исп. «Sálvame María») — Мария
- 2006 — Гладиаторы Помпеи (исп. «Gladiadores de Pompeya») — Помпея
- 2010 — Тот, кто меня любит (исп. «Alguien que me quiera») — Росио Москони
- 2011 — Эва и Виктория — Эва Перон
- 2013 — Эта женщина (исп. «Esa mujer») — Николаса

## Награды и номинации

### Премия Мартина Фьерро[исп.]
| год  | категория                             | программа                             | результат  |
| ---- | ------------------------------------- | ------------------------------------- | ---------- |
| 1971 | Лучший дебют                          | Высокая комедия (телешоу)             | победитель |
| 2001 | Лучшая женская роль в комедии         | El sodero de mi vida                  | победитель |
| 2005 | Премия Martín Fierro a la Trayectoria | Премия Martín Fierro a la Trayectoria | победитель |